# 2021年洛杉矶韩国城水疗中心跨性别女性入女宾区事件
2021年洛杉矶韩国城水疗中心跨性别女性入女宾区事件是指在2021年六月份一起跨性别女性進入加州洛杉矶韩国城一座水疗中心女宾区引发争议。

## 事件经过
2021年6月26日，一名未進行性別重至手術的跨性別女性因裸体进入韩国城一家名为“Wi Spa”的水疗中心的女宾区而被一位女性顾客投诉至柜台，称；“...他不是女性，那裡有女孩，還有其他女人，她們對於剛剛看到的事情（指展露阳具）感到非常冒犯”柜台人员则回应；“跨性别人士进入女宾区是被政策包容且被允许的”。另有其他顾客则斥责该名女性是“歧视性少数群体"并称“如果不喜欢这儿，可以去其他的地方”。
该名客户在投诉未果后，将当时录制的影片公布于社交媒体，并宣告将在7月4日发起示威活动；随后，不支持LGBT部分理念的人士如约前往威尔榭大道2700号，即该水疗中心前发起集会与示威，抗议水疗中心这种所谓“包容政策”并认为该政策有妨害风化之嫌。另有支持LGBT理念的左翼人士发起示威，认为“这就是针对跨性别群体的歧视”并要求前者“停止仇恨”后与对方发生肢体冲突，造成五伤。当地警察局随后将相关示威活动定性为非法集会，并予以驱散。

## 事后反应

### Wi Spa
Wi Spa随后于洛杉矶时报投稿发布声明，声明称；“就如同其他许多知名的大都市一般，洛杉矶也有跨性别人士。因此我们会致力于满足任何群体客户的需求，但不会允许任何形式的猥亵、骚扰行为，无论涉事人员的性别或性征如何”但也补充说到“该名员工也是遵循着加州法律，因根据其民法，规定在商业场所对于LGBT群体的歧视行为均是非法的。”

相关引用条文内容见下；
本州管辖范围内的所有人都是自由和平等的，无论其性（原文为Sex）、种族、肤色、宗教、血统、国籍、残疾、医疗状况、遗传信息、婚姻状况、性取向、公民身份、主要语言或移民身份如何，都有权在各类商业场所获得充分和平等的住宿、便利、设施、特权或服务。
All persons within the jurisdiction of this state are free and equal, and no matter what their sex, race, color, religion, ancestry, national origin, disability, medical condition, genetic information, marital status, sexual orientation, citizenship, primary language, or immigration status are entitled to full and equal accommodations, advantages, facilities, privileges or services in all business establishments of every kind whatsoever.

——加州法律《民法》第51(b)条
...（就本条文中）“性”（原文为“Sex”，因有歧义所以有补充说明）的定义包括但不限于性别；（在本法律中）“性”是指性别，以及他人自身的性别认同和性别表达。而“性别表达”是指一个人与其性别有关的外观和行为，无论该人出生时的性征如何。
“Sex” includes, but is not limited to, pregnancy, childbirth, or medical conditions related to pregnancy or childbirth. “Sex” also includes, but is not limited to, a person’s gender. “Gender” means sex, and includes a person’s gender identity and gender expression.

——加州法律《民法》第51(e)条第5项（上述条文可参见官方网站咨询 （页面存档备份，存于））

### 洛杉矶警方
洛杉矶当地警方将其定性为“非法集会”并将示威人士驱散。警方于当天下午的通报中称；“在示威活动中有三人被殴打，两人更被用致命武器袭击。虽没有人被拘捕，但目前正就示威活动中的暴力行为展开调查”

### 对相关指控之质疑
有媒体如《洛杉矶刀峰报》引用一位“匿名投稿人”的指控，称“警方没有查到任何证据表明当天有跨性别者进入女宾区”。此外，涉事水疗中心也向媒体《Flash》提供相关资料，称当天的访客名单中没有记录有跨性别人士（但未提供跨性别人士界定标准及程序）。